# إميليو جافارا
إميليو جافارا (بالإسبانية: Emilio Gavira)‏ هو مغني وممثل إسباني، ولد في 14 ديسمبر 1964 في إسبانيا.

## وصلات خارجية
- إميليو جافارا على موقع IMDb (الإنجليزية)
- إميليو جافارا على موقع قاعدة بيانات الأفلام العربية
- إميليو جافارا على موقع ألو سيني (الفرنسية)
- إميليو جافارا على موقع أول موفي (الإنجليزية)
- إميليو جافارا على موقع قاعدة بيانات الأفلام السويدية (السويدية)
- إميليو جافارا على موقع قاعدة بيانات الفيلم (الإنجليزية)
- إميليو جافارا على موقع كينوبويسك (الروسية)